# Principauté de Fürstenberg
« Fürstenberg (principauté) » redirige ici. Pour les autres significations, voir Fürstenberg.

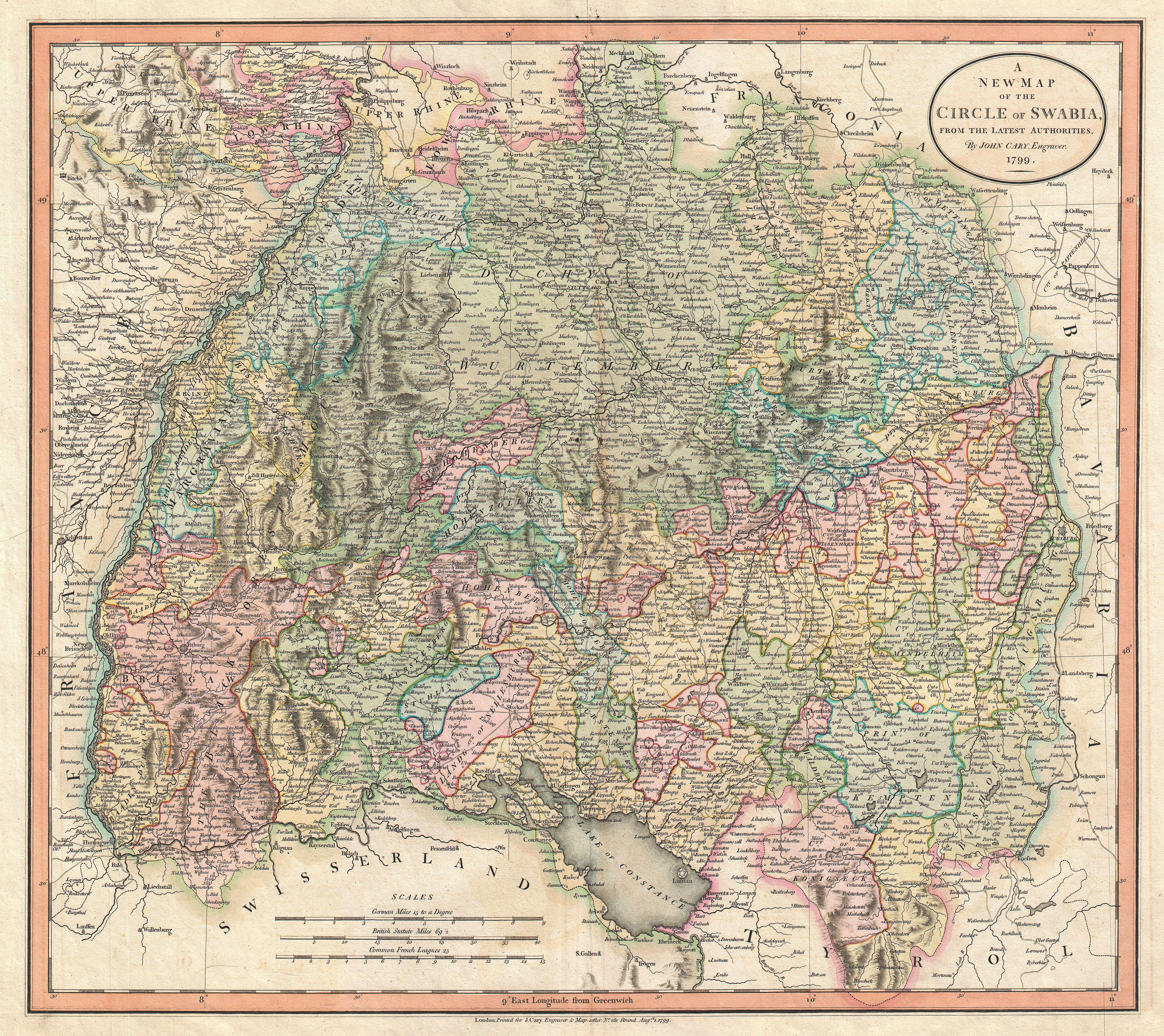
La principauté de Fürstenberg (en vert) dans le cercle de Souabe.

La principauté de Fürstenberg (en allemand : Fürstentum Fürstenberg) était un État du Saint-Empire romain germanique appartenant au cercle impérial de Souabe et était gouverné par la maison de Furstenberg. Au début du XVIIIe siècle, le principal lieu de gouvernement devient Donaueschingen.
Le 12 juillet 1806, par le traité de Paris, créant la confédération du Rhin, la principauté est médiatisée et son territoire réparti entre la grand-duché de Bade, le royaume de Wurtemberg et la principauté de Hohenzollern-Sigmaringen. Le prince-électeur de Bade, Charles Frédéric, est élevé au rang de grand-duc et reçoit la principauté à l'exception des seigneuries de Gundelfingen, Neufra, Trochtelfingen et Jungenau et la partie du bailliage de Meßkirch, située à la gauche du Danube. Le prince de Hohenzollern-Sigmaringen, Aloys Antoine, reçoit les seigneuries de Trochtelfingen, Jungnau et Strassberg, le bailliage d'Ostrach et la partie de la seigneurie de Meßkirch, située à la gauche du Danube. Le roi de Wurtemberg, Frédéric Guillaume, reçoit les seigneuries de Gundelfingen et Neufra.

## Territoire
À la fin du XVIIe siècle, la principauté comprenait les territoires suivants :
| Territoire | Acquisition | Commentaire               |
| --- | ----------- | ------------------------- |
| Seigneurie de Hausen (Herrschatf Hausen) | —           | —                         |
| Seigneurie de Wartenberg (Herrschatf Wartenberg) | —           | —                         |
| Seigneurie de Prechtal (Herrschatf Prechtal) | —           | —                         |
| Seigneurie de Romberg (Herrschatf Romberg) | —           | —                         |
| Seigneurie de Lenzkirch (Herrschatf Lenzkirch) | —           | —                         |
| Seigneurie de Schenkenzell (Herrschatf Schenkenzell) | —           | —                         |
| Seigneurie de Waldsberg (Herrschatf Waldsberg) | —           | —                         |
| Seigneurie de Schlatt (Herrschatf Schlatt) | —           | —                         |
| Seigneurie d'Aulfingen (Herrschatf Aulfingen) | —           | —                         |
| Seigneurie de Wildenstein (Herrschatf Wildenstein) | 1627        | des comtes de Helfenstein |
| Seigneurie de Messkirch (Herrschatf Messkirch) | 1627        | des comtes de Helfenstein |
| Seigneurie de Gundelfingen (Herrschatf Gundelfingen) | 1627        | des comtes de Helfenstein |
| Seigneurie de Neufra (Herrschatf Neufra) | 1627        | des comtes de Helfenstein |
| Landgraviat de Stühlingen (Landgrafschaft Stühlingen) : - Comté de Stühlingen (Grafschaft Stühlingen) - Seigneurie de Hewen (Herrschaft Hohenhöwen) ou Hohenhewen) | 1639        | des comtes de Papenheim   |
| Ville de Hüfingen (Stadt Hüfingen) | —           | —                         |
| Grand-bailliage de Blumberg (Obervogteiamt Blumberg) | —           | —                         |
| Grand-bailliage d'Engen (Obervogteiamt Engen) | —           | —                         |
| Grand-bailliage de Haslach (Obervogteiamt Haslach) | —           | —                         |
| Grand-bailliage de Löffingen (Obervogteiamt Löffingen) | —           | —                         |
| Grand-bailliage de Möhringen (Obervogteiamt Möhringen) | —           | —                         |
| Grand-bailliage de Neufra (Obervogteiamt Neufra) | —           | —                         |
| Grand-bailliage de Stühlingen (Obervogteiamt Stühlingen) | —           | —                         |
| Grand-bailliage de Trochtelfingen (Obervogteiamt Trochtelfingen)                                                                                                   | —           | —                         |
| Grand-bailliage de Heiligenberg (Oberamt Heiligenberg) | —           | —                         |
| Grand-bailliage de Hüfingen (Oberamt Hüfingen) | —           | —                         |
| Grand-bailliage de Jungnau (Oberamt Jungnau) | —           | —                         |
| Grand-bailliage de Messkirch (Oberamt Messkirch) | —           | —                         |
| Grand-bailliage de Wolfach (Oberamt Wolfach) | —           | —                         |

## Liste des princes de Fürstenberg

### Princes souverains

#### Fürstenberg-Heiligenberg
- 1664-1674 : Hermann Egon zu Fürstenberg-Heiligenberg
- 1674-1716 : Anton Egon zu Fürstenberg-Heiligenberg

#### Fürstenberg-Mößkirch
- 1716-1741 : Froben Ferdinand Maria zu Fürstenberg-Mößkirch
- 1741-1744 : Karl Friedrich Nikolaus zu Fürstenberg-Mößkirch

#### Fürstenberg-Stühlingen
- 1744-1762 : Joseph de Fürstenberg-Stühlingen
- 1762-1783 : Joseph Wenzel de Fürstenberg-Stühlingen
- 1783-1796 : Joseph Marie de Fürstenberg-Stühlingen
- 1796-1804 : Charles Joachim de Fürstenberg-Stühlingen
- 1804-1806 : Charles Egon II de Fürstenberg

### Princes médiatisés
- 1806-1854 : Charles Egon II de Fürstenberg
- 1854-1892 : Charles Egon III de Fürstenberg
- 1892-1896 : Charles Egon IV de Fürstenberg
- 1896-1919 : Max Egon II de Fürstenberg

### Chefs de la maison princière
- 1919-1941 : Max Egon II de Fürstenberg
- 1941-1973 : Charles Egon V de Fürstenberg
- 1973-2002 : Joachim Egon Maximilian Friedrich Leo Joseph Maria Hubertus Fürst zu Fürstenberg
- Depuis 2002 : Heinrich Maximilian Egon Karl Fürst zu Fürstenberg